# Aurora (Oregon)
Aurora è un comune degli Stati Uniti d'America, nella contea di Marion nello Stato dell'Oregon.